# Pandeyan (Jatinom)
Pandeyan is een bestuurslaag in het regentschap Klaten van de provincie Midden-Java, Indonesië. Pandeyan telt 3256 inwoners (volkstelling 2010).